# Biblia pauperum

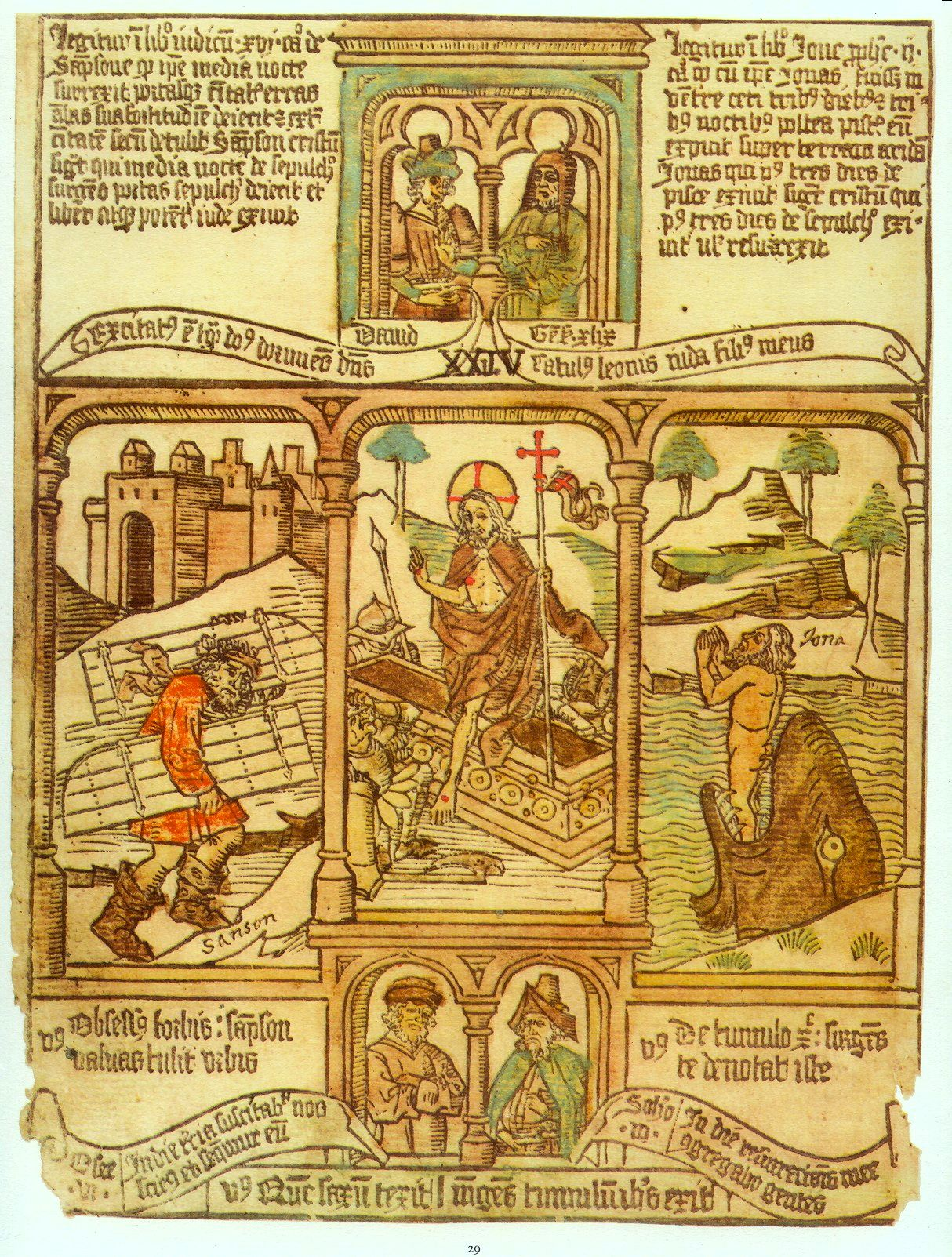
In het midden de opstanding van Christus; links draagt Simson de poorten van de stad Gaza en rechts wordt Jona bevrijd uit de maag van de vis

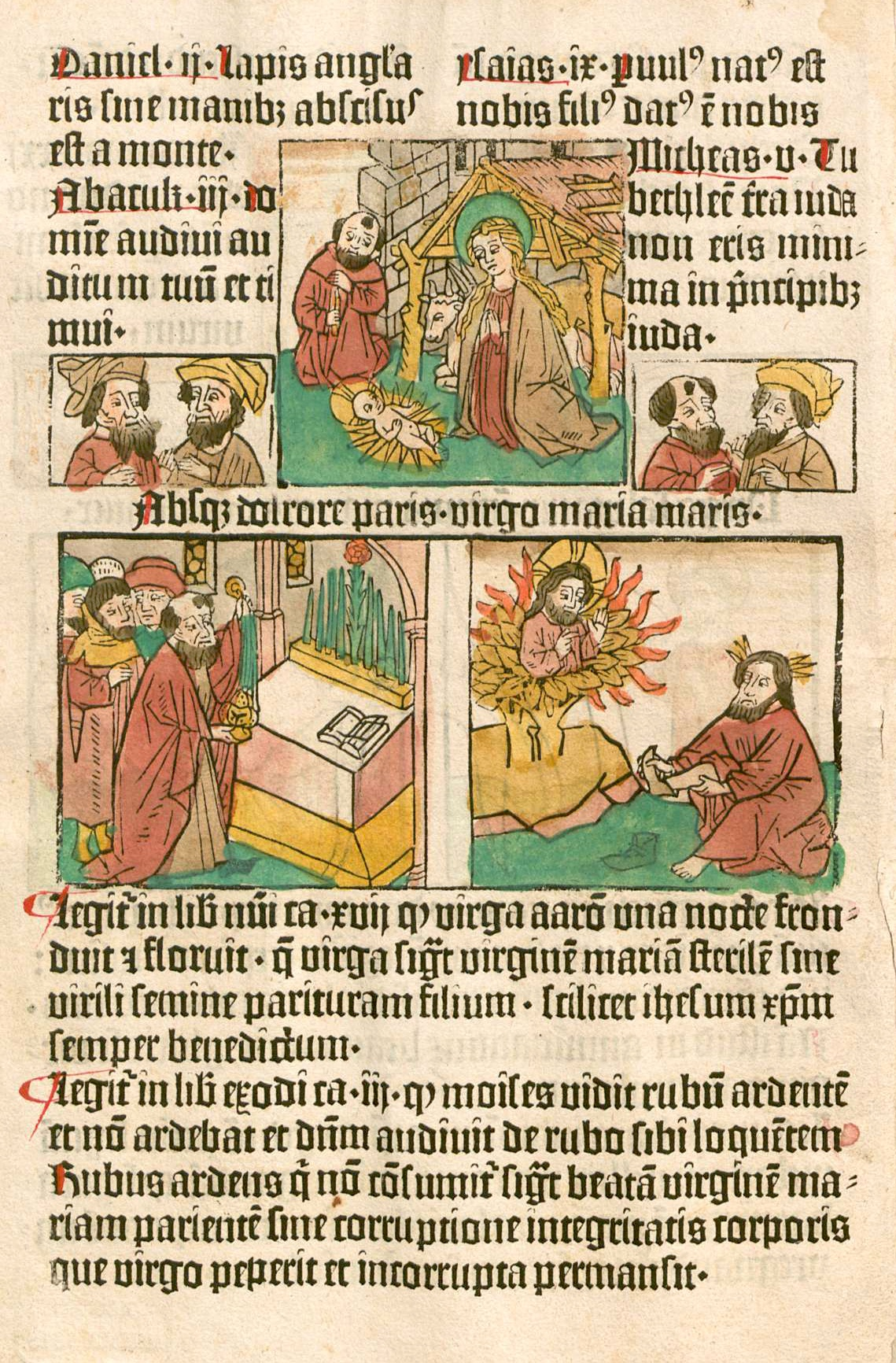
Uit de eerste armenbijbel uit 1462 waar gebruik gemaakt werd van druk met losse letters. Boven:De geboorte van Jezus, geflankeerd door links de profeten Daniël en Habakuk en rechts Jesaja en Micha.Onder: Rechts spreekt God met Mozes vanuit de brandende braamstruik. Links is Aäron

Armenbijbels of biblia pauperum waren een vorm van een prentenbijbel. Oorspronkelijk waren het met de hand beschilderde manuscripten op perkament waarnaast tekst geschreven werd. Vanaf de vijftiende eeuw werd dat vervangen door blokdrukken. Op een dwars gezaagde plank sneed een houtsnijder met behulp van een beitel de delen weg die bij het afdrukken wit moesten blijven, bracht met een rol op de onbewerkte delen drukinkt aan, legde er een vel papier op en maakte in een pers er een afdruk van. Op deze wijze werd zowel de afbeelding als de – meestal in omvang geringe – tekst gedrukt. 
Vanwege het feit, dat de inkt op waterbasis door het papier heen sloeg, werd dat maar aan één zijde bedrukt. De blanco achterkanten van de bladen werden dan tegen elkaar geplakt. Het maken van prenten in grotere oplages werd zo mogelijk. De eerste editie van een armenbijbel waarbij sprake was van een combinatie van een afgebeelde houtsnede met gedrukte tekst met losse letters dateert van 1462. De meeste armenbijbels hadden tussen de dertig en veertig bladzijden.
De illustraties in een armenbijbel toonden de veronderstelde samenhang tussen het Oude Testament en Nieuwe Testament. Het berust op een typologische bijbeluitleg, waarbij gebeurtenissen en personen uit het Oude Testament werden gezien als voorafschaduwingen of "typen" van het leven van Jezus Christus. Klassieke voorbeelden van de typologische uitleg zijn het verblijf van Jona voor drie dagen in de vis als verwijzing naar de drie dagen dat Jezus in het graf gelegen heeft en de zelfopoffering van Simson aan het einde van zijn leven als verwijzing naar de kruisiging. In een armenbijbel was de manna van het Oude Testament de prefiguratie voor de eucharistie; de doortocht van de Israëlieten door de Schelfzee de prefiguratie van de doop van Jezus; Henoch die in het Oude Testament 'door God werd weggenomen' de prefiguratie van de hemelvaart van Jezus. 
De prenten zijn altijd een drieluik. De middelste brengt een gebeurtenis uit het leven van Jezus in beeld en geeft het thema aan. Aan weerszijden staan weergaven van gebeurtenissen uit het Oude Testament, die in andere termen al aangaven waar het in het Nieuwe Testament over zal gaan. Boven en onder de illustraties zijn dikwijls profeten afgebeeld met een tekst van een deel van hun profetieën, waarin zij het gebeuren dat de centrale voorstelling van het blad uitmaakt reeds hebben voorzegd. Een armenbijbel had ook niet de volgorde van de bijbelboeken. Een armenbijbel was geordend op basis van thema’s uit het leven van Jezus. 
Een armenbijbel was niet bedoeld om aangeschaft te worden door de armen in de samenleving. Sommige armenbijbels waren zeer kostbaar. De versies in blokdruk waren goedkoper. De armenbijbel was een hulpmiddel bij het godsdienstonderwijs aan mensen die niet konden lezen. Het werd bijvoorbeeld gebruikt door rondtrekkende monniken. Aan de hand van de voorstellingen in de afbeelding konden zij in hun preek en onderwijs de bijbelse verhalen aan de orde stellen. 
Het uitgangspunt van het verbinden van thema’s uit het leven van Jezus met voorstellingen uit het Oude Testament werd ook vaak toegepast bij fresco’s, gewelfschilderingen en glasschilderingen in kerkgebouwen. Bekende voorbeelden zijn de Zuiderkerk in Enkhuizen en de Grote Kerk in Naarden.